# Kozma Péter (síelő)
Kozma Péter Thomas (Solothurn, 1961. május 16. – Bázel, 2023. november 26. (62 évesen)) svájci-magyar síelő, olimpikon, képzőművész. Szülei, dr Kozma Ottó és Bókay Zsuzsánna magyar emigránsok voltak. Zürichben érettségizett. Péter pályafutása sportolóként indult, versenyszerűen síelt. A magyar sporttal az 1980-as évektől alakult ki kapcsolata, ennek eredményeként már kettős állampolgárként, magyar színekben indult az 1984-es szaravejói olimpián. 1985-ben Budapestre költözött, miközben a síelés, a futás, a vitorlázás mellett más extrém sportok felé fordult, snowboardozott, szörfözött. Felvették a Műegyetemre, melynek 1989-ig hallgatója, majd az Iparművészeti Főiskola hallgatója lett, ahol tanárai Pásztor Erika Katalina és Szirtes János, illetve Maurer Dóra és a magyar képző- és iparművészeti élet meghatározó alakjai voltak, 2001-ben szerzett diplomát. Érdeklődése ekkor a sport mellett egyre inkább a kultúra és a képzőművészet felé fordult, aktív tagja lett a budapesti underground művészköröknek.
Sportolói karrierje után Kozma Péter a művészetekben és a közösségszervezésben találta meg magát. Többek közt a Frankhegy (1995-2002), Törökbálint Katlan (1998), Dada bulik - Hotel Royal (1998), Ruhagyár (2000) legendás bulijai az ezredfordulón váltak az underground mozgalom emblematikus eseményeivé. A frankhegyi domboldalon rendezett partik színes forgatagában Kozma és partnere, Berkes Dóra, a fényfestés úttörőiként jelentős szerepet játszottak a látványvilág kialakításában, új színt adva a szubkulturális eseményeknek.

A kilencvenes évek végére a vetítések önállósodtak, új helyszínek, terek, épületek jelentették a kihívást. A később Dóra védjegyeként bejegyzett raypainting hatalmas felületek bevetítését jelentette: a talajszinttől kezdve a fákon, épületeken át a teljes környezet vetített átalakítását. Míg Péter a helyszínek megtalálásában, az események szervezésében és technikai kivitelezésében volt aktív, Dóra a vetítések alapját képező, kézzel festett üveglemezeket készítette - sajátos szimbiózisban alkottak. Néhány fontosabb közös projektjük: 
- Zürich 1996, 2000
- Columbier, 1999
- St. Moritz 1998, 2000
- Crissier 1998
- Berlin 1999, 2001
- Budapest: Műjégpálya, 1999
- Matáv székház, 2001
- Millenáris, 2004
- Berlin 2006[8]

A kétezres évek közepétől külön utakat jártak, Péter önállóan vállalt óriási projekteket.

Csak az egyik legnagyobbat említve: a 2006-os esseni vetítése 40.000 négyzetméternyi felületet fedett le, hét napon át naponta megújuló tematikával. További munkái: 
- Varsó: 2006
- Budapest: Teve utca 2006
- Róth Miksa Múzeum 2006
- Művészetek Palotája 2006
- Komáromi erőd 2006
- Vajdahunyad vára 2007
- mcity - Magyar Tudományos Akadémia 2007
- Duisburg 2006
- Essen 2006
- Bécs 2006
- Zürich 2007
- Helsinki 2008[9]
- Eindhoven 2010

Az évtized végére Péter visszavonult a fényművészeti alkotásoktól, egyre inkább a szomatika és a szellemi-spiritualitás világ vonzotta.
Kozma Péter közösségszervezői tevékenysége, valamint művészeti és filozófiai munkássága meghatározó volt a hazai underground szcénában. Az általa megálmodott események nem csupán szórakozási lehetőségek voltak, hanem a kreatív önkifejezés terepe, ahol kísérletező fiatalok találkoztak és közös alkotásban fedezték fel a művészet kortárs lehetőségeit.
62 éves korában bekövetkezett halála nagy veszteség a magyar közösségi és művészeti élet számára, de öröksége tovább él azokban, akikkel létrehozta vagy akik részt vettek az alkotásain, és inspirálta őket életszemléletével, amely tele volt érzelemmel és optimizmussal.